# Martinvast
Martinvast é uma comuna francesa na região administrativa da Normandia, no departamento Mancha. Estende-se por uma área de 10,26 km². Em 2010 a comuna tinha 1 324 habitantes (densidade: 129 hab./km²).